# Huesa
Huesa es una localidad y municipio español de la provincia de Jaén, comunidad autónoma de Andalucía, perteneciente a la comarca de Cazorla, forma parte de su partido judicial. Cuenta con una población de 2419 habitantes (INE 2024). Su término municipal limita con Quesada al norte y al oeste, Hinojares y Pozo Alcón al este, y la provincia de Granada al sur. El gentilicio de sus habitantes es huesense, hueseño/a u osense.
Una pequeña parte de su municipio forma parte del parque natural de la Sierra de Cazorla, Segura y Las Villas.

## Toponimia
Cuenta la tradición que el primer nombre que recibió Huesa fue el de Villarosas, aunque no se ha podido confirmar ya que los primeros datos de que dispone el Ayuntamiento son del 25 de junio de 1275 año en que Alfonso X dona al Consejo de Úbeda los Castillos de Huesa y Tíscar, que fueron conquistados a Mohamed Hadon. Debido a las numerosas batallas y escaramuzas que habían tenido lugar en esta zona había una gran cantidad de restos de huesos humanos esparcidos por todo el territorio. Cuenta la leyenda que fue la Reina Isabel la Católica la que, en un viaje hacia la provincia de Granada, al pasar por nuestro pueblo dijo: ¡Esto parece un huesario! Derivando así el nombre de Huesa de la palabra huesario. 
Desde mediados del siglo XV y hasta el siglo XVII fue denominada Poyatos, se cree que ese nombre viene dado por Pedro Poyatos que en esa época era poseedor de grandes fincas en esta zona.
Otra aproximación etimológica deja pensar que Huesa viene derivado de latino antiguo "Fossa" que quiere decir "zanja", "excavación". La presencia debajo de la calle Andalucía de un paso subterráneo construido para la evacuación del agua, que en tiempos que estaba abierto, posiblemente servía de defensa a la aldea en periodo medieval, da crédito a esta teoría. (Fuente: https://dle.rae.es/huesa)

## Orografía
El término municipal de Huesa es un área de abrupto relieve con barrancos profundamente encajados. Las cotas mínimas, en torno a los 420 metros sobre el nivel del mar, se encuentra en la parte norte del valle del río Guadiana Menor, mientras que la máxima cota es el Caballo de Huesa, con 1464 metros de altitud. Otros relieves destacables son el Tomillar (1004 m), Peñón de Padilla (766 m), Gomel (688 m), Comibar (734 m), y Tabernillas (892 m) todos ellos vértices geodésicos.
Está delimitado por su parte oriental meridional por los ríos Guadiana Menor y Alicún (también llamado Guadahortuna), respectivamente; este último desemboca en el Guadiana Menor, dibujando la esquina sureste del término.

## Historia
En el siglo XIII el Pacto de Jaén establece la frontera entre los la Corona de Castilla y el Reino nazarí de Granada. Los castillos de Huesa, Tíscar y Belerda serían la vanguardia del sistema defensivo del Reino nazarí de Granada. El día 21 de diciembre de 1361 tuvo lugar en el término municipal de Huesa la batalla de Linuesa, en la que las tropas de la Corona de Castilla derrotaron al ejército del Reino nazarí de Granada, con victoria para los castellanos. Después de numerosos cambios de mano en el valle del Guadiana Menor por parte de caballeros ubetenses en el siglo XIV Huesa fue tomada por Francisco de la Cueva en 1455, a quien la Corona le concedió el señorío del condado de Huesa. Este señorío fue efímero por el carácter de realengo de Quesada. El lugar de Poyatos, nombre de Huesa del siglo XV al XVII, estaba situado junto a un arroyo, exactamente en su margen izquierda. Pero las viviendas que se construyeron en la margen derecha de este arroyo recuperaron el antiguo nombre de Huesa, haciéndose este nombre oficial y manteniéndose hasta la actualidad. El antiguo arroyo es hoy en día una de las calles principales de Huesa, la avenida de Andalucía.
A mediados del siglo XIX dentro del Diccionario Geográfico Estadístico de Madoz se describe a Huesa como aldea dependiente de Quesada, en la misma situación del cortijo Tarahal y de Belerda, y que contaba con un santuario de Nuestra Sra. de la Cabeza. Contaba con 400 casas y las aldeas de Arroyo Molinos y Ceal. Se señala además la abundancia de canteras de yeso y cal, la producción de trigo y cebada, así como ganado y caza y la existencia de dos molinos harineros y productos de esparto. En 1847 se escindió de Quesada formando ayuntamiento propio. En 1898 se inauguró la estación de Huesa dentro de la línea línea Linares-Almería, ideada para principalmente el tráfico de mercancías entre la zona minera de Linares-La Carolina y el puerto de Almería. La estación se encontraba en el término municipal de Cabra del Santo Cristo y, como la mayoría de las estaciones de este complicado trazado ferroviario, alejado de la población de Huesa.

## Geografía humana

### Demografía
Cuenta con una población de 2419 habitantes (INE 2024).
| Gráfica de evolución demográfica de Huesa entre 1857 y 2021 |
| |
| Población de derecho según los censos de población del INE Población de hecho según los censos de población del INEEntre el censo de 1857 y el anterior, aparece este municipio porque se segrega del municipio 23073 (Quesada) por R.O de 1.5.1847. También denominado "Poyatos" |

## Organización político-administrativa

### Elecciones municipales
| Elecciones municipales desde 1979                      |      |      |      |      |      |      |      |      |      |      |      |      |
|                                                        | 1979 | 1983 | 1987 | 1991 | 1995 | 1999 | 2003 | 2007 | 2011 | 2015 | 2019 | 2023 |
| PSOE                                                   | 3    | 4    | 5    | 6    | 4    | 5    | 5    | 7    | 5    | 6    | 6    | 6    |
| AP/PP                                                  | -    | 4    | 4    | 3    | 3    | 3    | 2    | 2    | 2    | 3    | 2    | 3    |
| PCE/IU                                                 | 2    | 3    | 2    | 3    | 2    | 3    | 4    | 2    | 4    | 2    | 3    | 2    |
| CIM                                                    | -    | -    | -    | -    | 0    | -    | -    | -    | -    | -    | -    | -    |
| ICA                                                    | -    | -    | -    | -    | -    | -    | -    | 0    | -    | -    | -    | -    |
| UCD                                                    | 6    | -    | -    | -    | -    | -    | -    | -    | -    | -    | -    | -    |
| II                                                     | -    | -    | -    | -    | 0    | -    | -    | -    | -    | -    | -    | -    |
| PA                                                     | -    | 0    | -    | -    | -    | -    | -    | -    | -    | -    | -    | -    |
| En negrilla el partido más votado                      |      |      |      |      |      |      |      |      |      |      |      |      |
| Fuente: Datos de las elecciones municipales desde 1979 |      |      |      |      |      |      |      |      |      |      |      |      |

### Alcaldía
| Periodo   | Nombre                                          | Partido                           |
| --------- | ----------------------------------------------- | --------------------------------- |
| 1979-1983 | Ignacio Pajares Padilla                         |                                   |
| 1983-1987 | Ramón Sánchez García                            |                                   |
| 1987-1991 | Ángel Heredia Salazar                           |                                   |
| 1991-1995 | Tomás Moreno Pérez                              |                                   |
| 1995-1999 | Alejandro Palacios Fernández                    |                                   |
| 1999-2003 | Valentín Alcalá Barba                           |                                   |
| 2003-2007 | Valentín Alcalá Barba María José Abril Sandoval |                                   |
| 2007-2011 | Francisco Javier Gómez Sevilla                  |                                   |
| 2011-2015 | Miguel Molina Martínez Manuel Vilar Sierra      | Logo del PP desde 2008 hasta 2015 |
| 2015-2019 | Ángel Padilla Romero                            |                                   |
| 2019-2023 | Ángel Padilla Romero                            |                                   |
| 2023-act. | Ángel Padilla Romero                            |                                   |

## Economía
La agricultura es la mayor fuente de empleo y riqueza. Destacar las más de 2.000 ha de cultivo de olivar.

### Evolución de la deuda viva municipal
| Gráfica de evolución de Deuda viva del Ayuntamiento de Huesa entre 2008 y 2019                                |
| |
| Deuda viva del Ayuntamiento de Huesa en miles de Euros según datos del Ministerio de Hacienda y Ad. Públicas. |

## Infraestructuras

### Sanidad
Cuenta con un consultorio médico. Tiene como referencia hospitalaria el Hospital San Juan de la Cruz.

### Educación
Cuenta con el CEIP Alférez Segura y el IES Picos del Guadiana.

## Patrimonio histórico/artístico

### Iglesia parroquial Nuestra Señora de la Cabeza
Es, sin duda, el elemento más relevante del patrimonio histórico/artístico del municipio. Enclavada en la parte más alta del pueblo y cuya torre es punto de referencia visual para todos.
Erigida bajo la advocación de la Virgen de la Cabeza (patrona de la localidad) en el mismo lugar que se cree había una pequeña capilla gótica, ya desaparecida, construida hacia finales del siglo XV en el entorno de lo que debía ser el núcleo de población más relevante de la época, cohesionado alrededor del castillo, también desaparecido y del que, en la actualidad, se pueden observar algunos restos. En las cercanías del mismo y a causa de trabajos agrícolas se han encontrado diversas piezas cerámicas y metálicas referidas a la época de dominación musulmana y posterior reconquista cristiana. Al no haberse realizado nunca tareas de investigación los restos hallados pasaron a manos privadas.
Merced a un crecimiento demográfico importante, propio del siglo XVIII, y por pertenecer Huesa al Adelantamiento de Cazorla, dependiente a su vez del Arzobispado de Toledo, el Arzobispo Don Francisco Antonio de Lorenzana y Buitrón promulga en el año 1778 un decreto que transforma la pequeña y vieja ermita en iglesia. Así pues, a consecuencia de este decreto, se inician las obras de construcción del nuevo templo, sobre la base del que se erigió a principios del siglo XVIII, respetando la arquitectura religiosa típica de la época. De la primera época queda la torre cuadrada, con sus cuatro cuerpos de campana, cubiertos por arcos de medio punto. No se tienen datos de la antigüedad de dicha torre, algunas fuentes la sitúan a mediados del siglo XVI.
Hasta su aspecto actual, la iglesia ha sufrido distintas modificaciones y restauraciones. La más significativa la construcción de una capilla anexa, la capilla del Sagrario, de tamaño igual en longitud a la nave principal y con acceso propio.
La imaginería más relevante data también del siglo XVIII. Las imágenes de los patronos de la ciudad San Silvestre y La Virgen de la Cabeza, de autor anónimo ambas, posiblemente donadas por el obispado de Jaén. Destaca también una talla policromada de Jesús Nazareno, de autor anónimo, posiblemente del siglo XVII, procedente del convento de las Agustinas de Cazorla.

### Otros lugares de interés
Los Rincones
Asentamiento de la Edad Media. En el yacimiento no se aprecian restos de estructuras en superficie, tan solo elementos cerámicos de gran dificultad a la hora de aproximar la cronología, ya que se trata de elementos vidriados y a torno sin tratamiento que no permiten un
acercamiento real a su momento histórico. Podría tratarse de una fase medieval pero sin definir.
Cerro Negro
Poblado de la Edad del Bronce final. La superficie de este cerro, está formada por 4 terrazas escalonadas de norte a sur desde la parte más alta, cayendo hacia el río, y sobre las cuales se pueden apreciar restos de construcciones de piedras formando una superficie reticular de
poca altura que define espacios rectangulares, que se van adaptando a la topografía del terreno.
Olivar de Brazo Fuerte
Villae de la época romana. En el yacimiento no se aprecian restos de estructuras en superficie, tan solo elementos cerámicos que muestran la existencia de un asentamiento de época
romana: tégulas, terra sigillata, cerámicas comunes.
Molino Harinero el Gato
Datado entre 1950/1959. Molino harinero eléctrico con elevadores y roscas que portan el trigo y la harina de una máquina a otra. Cuenta con atrojes para el almacenaje del trigo, atroje para
humedecerlo, alfanje, estancia de la molienda y estancia de máquinas. Las trojes están construidas en tapial y encaladas, siendo su función es la de almacenar el grano. El alfanje, construido en ladrillo y madera, es donde se encuentra el juego de piedras de moler. Dentro se encuentra el engranaje que mueve la piedra. La estancia de la molienda es donde se realiza el proceso de la molienda del grano. La estancia de máquinas es la segunda planta donde se encuentran las trojes, la limpia y la cernedora.